# Винсент Буено
Винсент Буено (10. децембар 1985) аустријско-филипински је певач. Постао је познат након што је 2008. године победио у емисији Musical! Die Show. Каријеру је започео у Аустрији, а од 2010. године гради каријеру и на Филипинима.

## Биографија
Винсент Буено је рођен 10. децембра 1985. године у Бечу. Родитељи су му Илоци. Отац му је био певач и гитариста у локалном бенду током 1970-их. Почео је да плеше када је имао 4 године. Касније је дипломирао музичку и сценску уметност на Бечком музичком конзерваторијуму. До 11. године научио је да свира 4 музичка инструмента: клавир, гитару, бубњеве и бас гитару. Победио је у такмичењу које је организовала аустријска телевизија ORF под називом Musical! Die Show. Добио је 67% гласова публике, а као награду је освојио 50.000 еура и такозвану „прилику живота”.
Његов први наступ на филипинској телевизији АСАП КСВ био је 29. августа 2010. године, где је први пут представљен као Pinoy Champ, аустријски певач. Тада је потписао уговор са издавачком кућом Star Records. У септембру се вратио у Аустрију због раније договорених обавеза, а већ у јануару 2011. се вратио на Филипине. 28. октобра 2011. одржао је концерт у месту Сан Хуан, на Филипинима под називом Got Fridays with Vincent Bueno.
2016. је учествовао на аустријском националном избору за Песму Евровизије 2016. године. Певао је песму All We Need Is That Love. Освојио је 25 бодова у финалу и изгубио је од Зои Штрауб. 12. децембра 2019. ORF је интерно одабрао Винсента Буена као представника Аустрије на Песми Евровизије 2020. у Ротердаму. Тамо ће певати песму Alive. Песма Евровизије 2020. је отказана због пандемије вируса корона, а Винсент Буено је потврђен за представника Аустрије на Песми Евровизије 2021.

## Приватни живот
Винсент Буено говори три језика: немачки, енглески и тагалошки.

## Дискографија
- Sex Appeal (2008)
- Party Hard (2011)
- Bida Best Sa Tag-Araw (2016)
- All We Need Is That Love (2016)
- Sie Ist So (2017)
- Rainbow After the Storm (2018)
- Wonders (2019)
- Into You (2019)
- Get Out My Lane (2019)
- Alive (2020)